# Баташюрт
Баташюрт (также Боташюрт; кум. Баташ-юрт) — село в Хасавюртовском районе Дагестана.
Образует муниципальное образование село Баташюрт со статусом сельского поселения как единственный населённый пункт в его составе.

## География
Расположено к северу от города Хасавюрт, на левом берегу реки Ямансу.
Ближайшие селения: на севере — Аджимажагатюрт, на северо-востоке — Симсир и Кандаураул, на юго-западе — Нурадилово, на юго- востоке — Османюрт, на западе — Борагангечув.

## История
Селение известно с XVII в., являлось родовым уделом сала-узденей Боташевых, игравших большую роль в Кумыкском междуречье Терека и Сулака. Ряд представителей рода Боташевых согласно архивным данным служило в охране персидских шахов. В XIX в. большим авторитетом в Кумыкском округе пользовался Тохтабий Боташев.
По сведениям Н. Семёнова, в конце XIX века Боташюрт населяли жители «кабардинской крови», в частности глава Баташ-юртовских узденей Тохтабий Боташев вел свой род от кабардинских князей Тамбиевых, у него имелись грамоты Персидского шаха, который в XVII веке дозволил его предкам поселится в своих владениях. По сведениям Девлет-Мирзы Шихалиева, описываемым в газете «Кавказ» за 1848 год, местность была передана Боташевым владетелями Аксаевскими князьями Эльдаровыми в начале XVII века.
В 18 веке Аймурзой-Хажи была построена мечеть, которая несколько раз разрушалась (последний раз была реставрирована в 1987 году Арсланбековым Салевдином и Арсланхановым Аймурзой Баймурзаевичем).
По данным Терского областного статистического комитета, по сведениям на 1 января 1883 года в Боташюрте уже имелась своя школа. Село входило в состав 2-го (Аксайского) участка Хасавюртовского округа Терской области. Имело 3376 десятин земли, из которых 240 десятин пахотных, состояло из 153 дворов, которых проживало 484 человека, основное население — кумыки.
22 ноября 1928 года 4 сессией ЦИК ДАССР 6 созыва принимается новый проект районирования республики. На его основе было принято постановление о разукрупнении округов и районов и образовании 26 кантонов и 2 подкантонов. Хасавюртовский кантон был образован на части территории бывшего Хасавюртовского округа, переданного в состав ДАССР из Терской области в 1921 году. По новому районированию кантон состоял из 18 сельских советов, в том числе и Баташюртовский: Баташюрт, Аджи-Мадж-юрт, Баташево, Евгениевка, Османюрт, Османюрт-отар, Сим-Сыр, Узлуяновка, Хамавюрт. В годы Великой Отечественный войны ушло на фронт 83 боташюртовца, живыми вернулись только 22.

## Население
| 1889  | 1914  | 1926  | 1939  | 1970  | 1989  | 2002  |
| ----- | ----- | ----- | ----- | ----- | ----- | ----- |
| 670   | ↗702  | ↘573  | ↗643  | ↗1464 | ↗2248 | ↗3536 |
| 2010  | 2012  | 2013  | 2014  | 2015  | 2016  | 2017  |
| ↘3298 | ↘3296 | ↘3289 | ↘3271 | ↗3296 | ↗3336 | ↗3366 |
| 2018  | 2019  | 2020  | 2021  | 2023  | 2024  | 2025  |
| ↗3392 | ↗3414 | ↗3463 | ↗4268 | ↗4314 | ↗4359 | ↗4403 |

Национальный состав
По данным Всесоюзной переписи населения 1926 года:
| № | Национальность | Численность, чел. | Доля   |
| - | -------------- | ----------------- | ------ |
| 1 | кумыки         | 567               | 98,9 % |
| 2 | чеченцы        | 5                 | 0,9 %  |
| 3 | аварцы         | 1                 | 0,2 %  |

По данным Всероссийской переписи населения 2021 года:
| №        | Национальность | Численность, чел. | Доля    |
| -------- | -------------- | ----------------- | ------- |
| 1        | кумыки         | 4 144             | 97,59 % |
| 1.000001 | чеченцы        | 90                | 2,11%   |
| 1.000002 | не указавшие   | 22                | 0,15 %  |
| 1.000003 | прочие         | 12                | 2,40 %  |
| 1.000004 | всего          | 4 246             | 100 %   |